# Erioptera hohensis
Erioptera hohensis là một loài ruồi trong họ Limoniidae. Chúng phân bố ở miền Tân bắc.